# Acacia jucunda
Acacia jucunda é uma espécie de leguminosa do gênero Acacia, pertencente à família Fabaceae.